# Jeanne L'Herminier
Marie-Altée l'Herminier, dite Jeannette (née à Nouméa, le 15 octobre 1907 et morte le 7 mars 2007 à Vanves), est une résistante et déportée française.

## Biographie
Elle est la sœur du capitaine de corvette Jean L'Herminier commandant le sous-marin Casabianca, échappé de Toulon lors du sabordage de la flotte le 27 novembre 1942.
Elle s'engage dans la Résistance. Le 19 septembre 1943, elle est arrêtée avec sa belle-mère à Paris par la Gestapo, car les deux femmes cachaient un aviateur américain et agissaient pour les réseaux Buckmaster.
Elle est déportée en février 1944 à Ravensbrück, camp de femmes installé au nord de Berlin. Dans ce camp de concentration, elle commence à croquer les silhouettes de ses camarades détenues. Pour échapper à l'horreur des camps, elle embellit ses camarades pour les montrer telles qu'elles auraient dû être. Pour dessiner, elle utilise des morceaux de journaux puis des boîtes de cartouches récupérées dans le Kommando de Holleischen, une fabrique de munitions où elle travaille. Elle fit ainsi plus de 150 dessins, réalisés et sauvés grâce à la complicité souvent dangereuse de ses camarades (notamment Elisabeth Barbier, qui sort du camp la plupart des dessins de Ravensbrück). Plusieurs de ces dessins illustrent l'ouvrage collectif Ravensbrück (Neuchâtel: Éditions de la Baconnière) publié en 1946 auquel contribue notamment Germaine Tillion. Après avoir récupéré la grande majorité de ces dessins clandestins, Jeannette L'Herminier les confie en 1987 au Musée de la Résistance et de la Déportation de Besançon et au Musée de l'Ordre de la Libération, à Paris.

## Hommages et postérité

### Décorations
- Officier de la Légion d'honneur
- Croix de guerre 1939–1945
- Médaille de la Résistance française (décret du 3 août 1946)[4]

### Exposition
71 de ses dessins ont fait pour la première fois l'objet d'une exposition en février 2011 à Strasbourg.
Certains de ses dessins sont également exposés au Musée de l'Ordre des Compagnons de la Libération aux Invalides à Paris.

## Sources
Fonds du Musée de la Résistance et de la Déportation de Besançon
Ravensbrück / Germaine Tillion [et douze autres contributrices] ; [illustré par Jeannette L’Herminier]. Neuchâtel : Éditions de la Baconnière, 1946.
Claire Vionnet, Des silhouettes d'espoir dans l'enfer concentrationnaire : la représentation de l'univers concentrationnaire à travers les silhouettes dessinées par Mlle l'Herminier au camp de concentration de Ravensbrück, mémoire de maitrise sous la direction de François Marcot, Université de Franche-Comté, 1998.
Les robes grises : dessins et manuscrits clandestins de Jeannette L’Herminier et Germaine Tillion réalisés au camp de Ravensbrück. Strasbourg : Rodéo d’âme, 2011.